# Globignatha
Globignatha is een geslacht van spinnen uit de familie Symphytognathidae.

## Soorten
- Globignatha rohri (Balogh & Loksa, 1968)
- Globignatha sedgwicki Forster & Platnick, 1977